# Рамуно I (Бриндизи)
Рамуно I (итал. Ramunno I) је насеље у Италији у округу Бриндизи, региону Апулија.
Према процени из 2011. у насељу је живело 162 становника. Насеље се налази на надморској висини од 223 м.